# Portada/article octubre 22

## Josep Puig i Cadafalch
Josep Puig i Cadafalch (Mataró, Maresme, 17 d'octubre de 1867 – Barcelona, 23 de desembre de 1956) fou un arquitecte modernista, historiador de l'art i polític català. Va exercir la política com a regidor de l'Ajuntament de Barcelona, diputat a les Corts Espanyoles, diputat provincial i com a president de la Mancomunitat de Catalunya.
Va ser un gran defensor d'un ideari de país i la il·lusió de tornar-lo a veure plenament recuperat en tots els terrenys. Des del vessant cultural i polític va aportar recursos per a fonamentar aquest pensament mitjançant els seus estudis de la llengua, l'ordenació jurídica o l'organització política dels segles XI-XII, i també va aportar arguments sobre l'encaix de Catalunya en un món hispànic alhora que amb vocació mediterrània.